# Rivière aux Saumons (rivière Ashuapmushuan)
Pour les articles homonymes, voir Saumon (homonymie).
La rivière aux Saumons est un affluent de rivière Ashuapmushuan, coulant dans le territoire non organisé de Lac-Ashuapmushuan et dans la municipalité de Saint-Félicien, dans la municipalité régionale de comté (MRC) du Domaine-du-Roy, dans la région administrative de Saguenay–Lac-Saint-Jean, dans la province de Québec, au Canada.
La partie supérieure de la vallée de la rivière aux Saumons est desservie notamment par le chemin de la Branche-Ouest, le chemin de la Petite-Rivière, le chemin de la Rivière-aux-Saumons; la partie intermédiaire est desservie par plusieurs routes forestières; la partie inférieure est desservie par le chemin du rang Saint-Paul (route 167), le chemin du puits, le chemin Paul-Émile Tremblay, le boulevard du Jardin. Tandis que la zone de l'embouchure est desservie par le chemin du rang de la Rivière-aux-Saumons.
Hormis une zone agricole dans la partie inférieure, la foresterie (principalement la sylviculture) constitue la principale activité économique de cette vallée.

## Géographie
La rivière aux Saumons tire sa source à l'embouchure du Lac le Barrois (altitude: 431 m) en zone forestière dans le territoire non organisé de Lac-Ashuapmushuan. Ce lac difforme est surtout alimenté par la rivière Indienne (venant du sud), le ruisseau Lerole (venant de l'ouest), la décharge d'un petit lac et la décharge du lac Shitney. Cette source est située :
- au sud-ouest du centre-ville de Saint-Félicien;
- au sud-ouest de l'embouchure de la rivière Ashuapmushuan;
- au sud-ouest de l'embouchure de la rivière aux Saumons[2].

À partir de sa source, la rivière aux Saumons coule sur environ 70 km avec une dénivellation de 315 m, surtout en zone agricole et de village en fin de parcours, selon les segments suivants:

### Cours supérieur de la rivière aux Saumons
- vers le nord-est en recueillant la décharge (venant du sud) du lac Alex, en traversant le lac Rognon (altitude: 425 m), jusqu'à son embouchure;
- d'abord vers le nord-est jusqu'à un coude de rivière; puis vers le sud-est jusqu'à Lac à l'Ours; puis vers le nord-est en traversant ce lac (altitude: 393 m) jusqu'à son embouchure. Note: Le Lac à l'Ours reçoit en amont (venant du sud-est) la décharge des lacs Caribou, Clair, Clairvaux et Dion;
- d'abord vers le nord-est, jusqu'au ruisseau des Aulnes (venant du nord-ouest); puis vers l'est jusqu'au ruisseau du Vison (venant du nord-ouest), puis vers le sud-est en recueillant la décharge du lac à Jim (venant du sud), jusqu'au ruisseau du Pied des Chutes (venant de l'ouest);
- vers l'est en courbant vers le nord en fin de segment, jusqu'au ruisseau à François (venant du sud-est);

### Cours inférieur de la rivière aux Saumons
- vers le nord-ouest en recueillant la décharge de 4 lacs, en formant une boucle vers l'est, en recueillant la décharge des lacs à Lorenzo et à Côté, en recueillant le ruisseau du Lac des Portages (venant de l'ouest), en formant quelques serpentins en fin de segment, jusqu'à un coude de rivière;
- vers le nord-est en coupant le chemin du Rang Saint-Paul (route 167), en formant quelques serpentins, jusqu'à la confluence de la rivière au Doré (venant de l'ouest);
- vers l'est en recueillant le ruisseau du Cran (venant du sud-ouest), en formant une boucle vers le sud, en longeant le côté sud du Zoo sauvage de Saint-Félicien, en tournant vers le nord, en contournant l'île Bernard, jusqu'à son embouchure[2].

La rivière aux Saumons se déverse sur rive sud de la rivière Ashuapmushuan, soit face à l'île Allard. Cette confluence est située :
- au nord-ouest du centre-ville de Saint-Félicien;
- au nord-ouest de l'embouchure de la rivière Ashuapmushuan;
- au nord-ouest du centre-ville de Roberval[2].

À partir de l’embouchure de la rivière aux Saumons, le courant descend le cours de la rivière Ashuapmushuan vers le sud-est puis traverse le lac Saint-Jean vers l'est sur environ 41 km (soit sa pleine longueur), emprunte le cours de la rivière Saguenay via la Petite Décharge vers l'est jusqu'à Tadoussac où il conflue avec l’estuaire du Saint-Laurent.

## Toponymie
Le toponyme « rivière aux Saumons » a été officialisé le 5 décembre 1968 à la Banque des noms de lieux de la Commission de toponymie du Québec.